# Biotz Alai Abesbatza
Biotz Alai Abesbatza es un coro de voces graves, fundado en 1966, que tiene su sede en Algorta, Guecho (Vizcaya). Su finalidad es el cultivo y la interpretación de la música coral, dedicando especial  atención a las obras de los compositores vascos.
Su extenso repertorio incluye obras de autores vascos como Jesús Guridi, Luis Aramburu, Luis Iruarrizaga, Pablo Sorozabal, Francisco Madina, Raimundo Sarriegui, Tomás Garbizu, José María Usandizaga, Eduardo Mokoroa, Xabier Sarasola... aunque no se limita solo a estos, sino que también interpreta obras de diferentes estilos y de todos los tiempos: clásico, renacimiento, espirituales, etc.

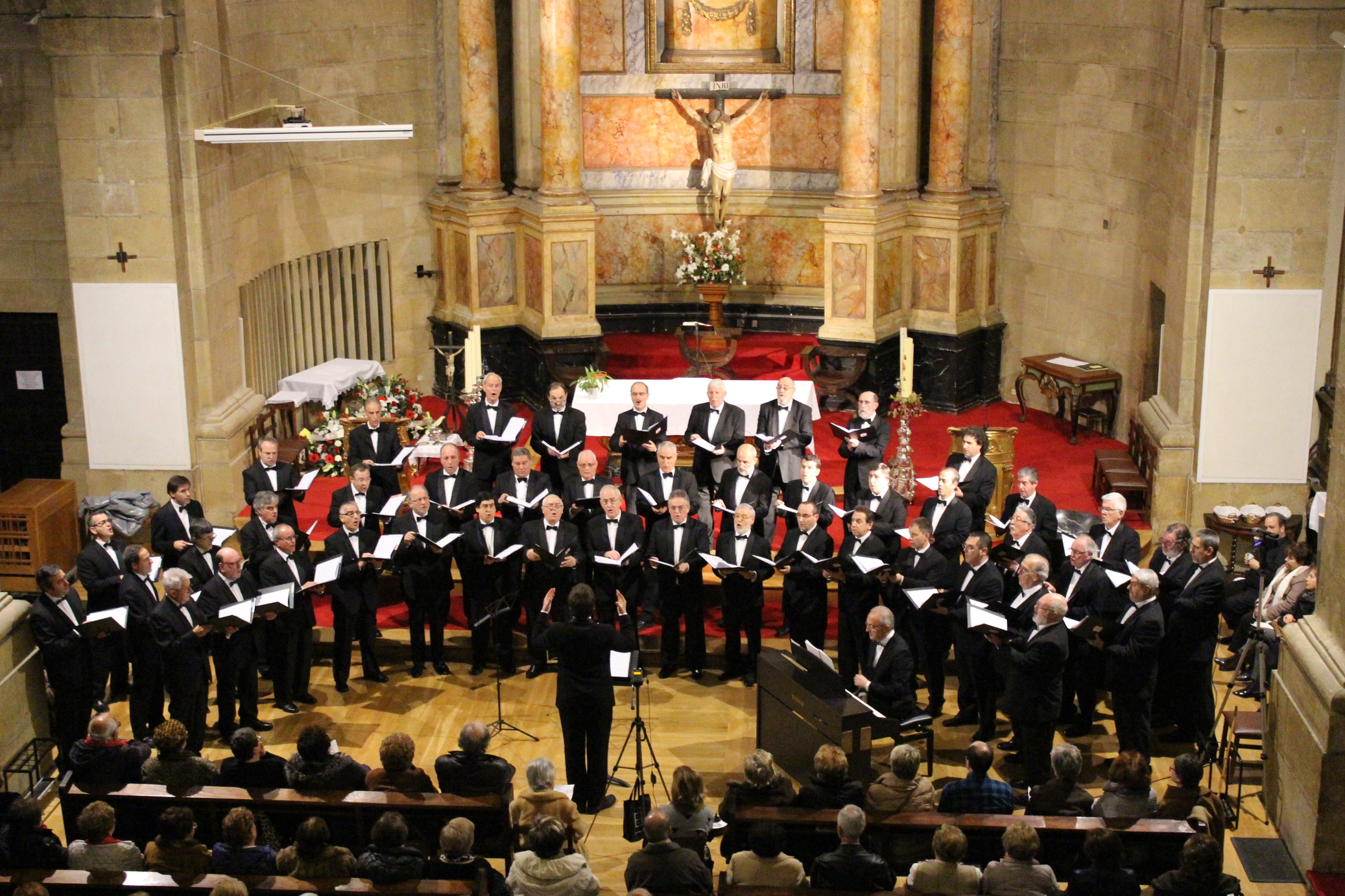
Concierto Sacro, 2016-

## Historia
Se originó a partir de un coro mixto formado en 1926 en la parroquia de San Nicolás de Bari en Algorta que se denominó Sociedad Coral de Guecho, posteriormente Orfeón Algorteño y después pasó a tener la denominación actual Biotz Alai. Se registró como asociación musical, con su estructura actual como coro de voces graves, en el año 1966, siendo su Director Juan José Gainza. 
Ha actuado en todas las capitales del Estado. Entre sus actuaciones cabe destacar los conciertos en el Palau de la Música de Barcelona, Catedral y Universidad de Gijón, Universidad de Salamanca, Televisión Española, Televisión Francesa y Euskal Telebista. 
Ha participado en certámenes de masas corales como: Certamen Coral de Tolosa, Concurso de Habaneras y Polifonía de Torrevieja, Voces de Euskadi, Concurso Internacional de Gorizzia, Concurso Internacional de Neuchatel, Convivial Song Festival en Pecs, etc obteniendo importantes premios.
Ha realizado giras por Alemania, Holanda, Bélgica, Inglaterra, Gales, Francia, Checoslovaquia, Portugal, Venezuela y Argentina. 
Ha colaborado con numerosas agrupaciones y solistas: la Orquesta Sinfónica de Bilbao, la Banda Andres Isasi de Guecho, la Banda de Txistularis de Uribe Kosta, la soprano Ainhoa Arteta, el pianista Joaquín Achúcarro. En 2015 y 2016 ha realizado una serie de conciertos como coro acompañante de la cantante vascofrancesa Anne Etchegoyen. Entre ellos cabe destacar el concierto el 26 de agosto de 2015 ante más de tres mil personas en Bilbao.
Sus directores han sido: Manuel Gainza, Ángel Urigüen, Juan José Gainza, Javier Oyárzabal, Josu Soldevilla, Gorka García-Erauskin y, actualmente, JuanLu Díaz-Emparanza.

## Discografía
Ha grabado nueve discos.

## Reconocimientos y méritos
- Primer Premio de Voces Graves. I Certamen Coral de Tolosa en 1969.[7]
- Primer Premio y Medalla de Oro así como el Premio Especial a la mejor interpretación de canción regional en el Concurso de Habaneras de Torrevieja, en el año 1970.[8]
- Primer Premio del Concurso de Polifonía de Torrevieja, en el año 1972.[9]
- Primer Premio de Voces de Euskadi en el concurso, celebrado en 1979.
- Primer Premio, Medalla de Oro, en voces graves, en el Concurso Internacional de Neuchatel (Suiza) en 1985.
- El Ayuntamiento de Getxo asignó el nombre de "Coro Biotz Alai" a una plaza de Algorta (Entre las calles Muxike Aurrekoa y Avenida de Algorta).
- En 2003, Correos, con motivo de XX Exposición filatélica de Getxo, dedica un matasellos al coro[10]
- En 2013 el Ayuntamiento de Getxo le concedió el premio Aixe Getxo! dentro de la categoría Patrimonio cultural, tangible e intangible.[11]
- En 2016 Primer premio en el XXVI Certamen Nacional de Villancicos de Santo Domingo de la Calzada.[12]